# Коэн-Оргад, Игаль
Игаль Коэн-Оргад (ивр. יגאל כהן-אורגד‎;
30 августа 1937, Тель-Авив, подмандатная Палестина — 27 августа 2019) — израильский экономист, политик и общественный деятель. Министр финансов в 20-м правительстве Израиля, депутат трёх созывов кнессета, директор ряда компаний, а затем канцлер Ариэльского университета.

## Биография
Игаль Коэн родился в 1937 году в Тель-Авиве в семье выходцев из Польши. Его отец занимался торговлей пиломатериалами. В юности Игаль участвовал в молодёжном движении «Бней ЭЦЕЛ» под эгидой партии «Херут», позже объединившемся с движением «Бейтар». В 1957 году вместе с другими активистами движения основал опорный пункт «Нахаля» (в дальнейшем мошав) Амация на дороге, ведущей от горы Хеврон к сектору Газа.
Действительную службу проходил в десантных частях «Нахаля», позже был резервистом парашютно-десантных войск. Окончил Еврейский университет в Иерусалиме, где изучал экономику, бизнес-администрирование и педагогику, со второй степенью. В 1962 году работал в Управлении по экономическому планированию министерства финансов Израиля, в дальнейшем был владельцем частной компании по экономическому планированию и консультациям.
В 1965 году перешёл из партии «Херут» в движение «Свободный центр», но затем вернулся в «Херут», где возглавлял совет по экономическим вопросам. Во время Шестидневной войны участвовал в боях за Иерусалим в составе бригады «Ерушалаим».
После войны Судного дня Игаль Коэн активно занялся политикой, выступая за усиление поселенческой деятельности на Западном берегу Иордана — в частности, поддерживая создание Маале-Адумим, а затем Ариэля. В 1977 году избран в кнессет 9-го созыва от блока «Ликуд», в который входила партия «Херут», затем переизбирался в два следующих созыва кнессета. После избрания, во избежание путаницы с ещё одним депутатом кнессета по имени Игаль Коэн (жителем Тель-Адашима), добавил к фамилии Коэн аббревиатуру Оргад (ивр. אורגד‎), образованную из первых букв имён своих четырёх детей. В кнессете был членом финансовой и экономической комиссий, а в кнессете 11-го созыва — также комиссии по иностранным делам и обороне. Как депутат кнессета выступал в поддержку поселенческого движения, был одним из представителей «Ликуда», выступавших против Кэмп-Дэвидских соглашений.
В октябре 1983 года, после ухода в отставку Менахема Бегина и формирования нового правительственного кабинета во главе с Ицхаком Шамиром, Коэн-Оргад был назначен на пост министра финансов Израиля. Он получил эту должность в кризисный для экономики страны период, после того, как курс на «долларизацию» (полную привязку курса шекеля к курсу доллара США), проводившийся его предшественником Йорамом Аридором, резко ускорил инфляцию. Назначение политического «ястреба» на пост министра финансов вызвал резкое недовольство либерального крыла «Ликуда» (в прошлом Либеральная партия), у которого были свои кандидаты на эту должность — Ицхак Модаи и действующий министр экономики и промышленности Гидеон Пат. Коэн-Оргад возглавлял министерство финансов в течение 11 месяцев, за которые темпы инфляции в годовом исчислении выросли с 250 % до 450 %. В этот период правительство, и в частности министерство финансов, были вынуждены предпринимать непопулярные шаги для обуздания инфляции, сокращения импорта и увеличения экспорта, что позволило бы уменьшить торговый дефицит и нарастить валютные запасы государства. По собственной оценке Коэна-Оргада, которую он давал позже, это привело к примерно 10-процентному снижению уровня жизни израильтян.
В 1984 году из-за выхода из правительственной коалиции Шамира партии «ТАМИ» прошли досрочные выборы, после которых было сформировано правительство национального единства. В его составе Коэн-Оргад не попал. По окончании срока полномочий кнессета 11-го созыва он ушёл из политики. После этого он занимал посты председателя совета директоров компании «Эйтам» и члена совета директоров банка «Леуми». В 2001 году против Коэна-Оргада было начато полицейское расследование по обвинениям в мошенничестве, преступном сговоре и подделке корпоративной документации, связанным с его деятельностью в качестве директора компании «Деко Исраэль». В рамках сделки со следствием он был в досудебном порядке приговорён к 150 часам общественных работ.
Последние годы жизни Коэн-Оргад посвятил развитию Колледжа Иудеи и Самарии в Ариэле (с 2012 года — Ариэльский университет). Он внёс ключевой вклад в получение этим вузом гарантий государственного финансирования и права присваивать учёную степень доктора философии, возглавлял его правление, а в дальнейшем стал его канцлером. Коэн-Оргад скончался в августе 2019 года, не дожив несколько дней до своего 82-го дня рождения. Похоронен на кладбище «Яркон» в Гуш-Дане.